# Fantasy World Dizzy
Fantasy World Dizzy, označovaná také jako Dizzy III, je počítačová hra vydaná společností Code Masters. Jejím hlavním hrdinou je živé vajíčko Dizzy, který v tomto příběhu musí zachránit svoji milovanou Daisy. Kromě její záchrany musí ještě najít 30 mincí. Autory hry jsou bratři Oliverové, autorem grafiky je Neil Adamson.

## Technické informace a postavy
Kromě Daisy se v této hře poprvé objevují i další členové Dizzyho rodiny Grand Dizzy, Dylan, Dora, Denzil a Dozy. Během své poutě za záchranou Daisy se Dizzy musí vyhýbat především vodě a ohni, ale musí si poradit i s několika tvory.
Proti předcházejícím hrám herní série má tato hra vylepšený systém dialogů a používá grafické nabídky. Grafické pozadí hry obsahuje mnoho detailů, ve hře ale dochází ke kolizi atributů. Ve hře se skrývá i jeden cheat, pomocí kterého je možné v místnosti s červeným drakem zastavit jeho chrlení ohně tím, že v okamžiku, kdy drak chrlí oheň uživatel vyvolá seznam věcí, které Dizzy nese.

## Ocenění
Hra byla vítězem v soutěži Reader's award časopisu Crash v kategorii Best Budget Game.